# DNA-metylering

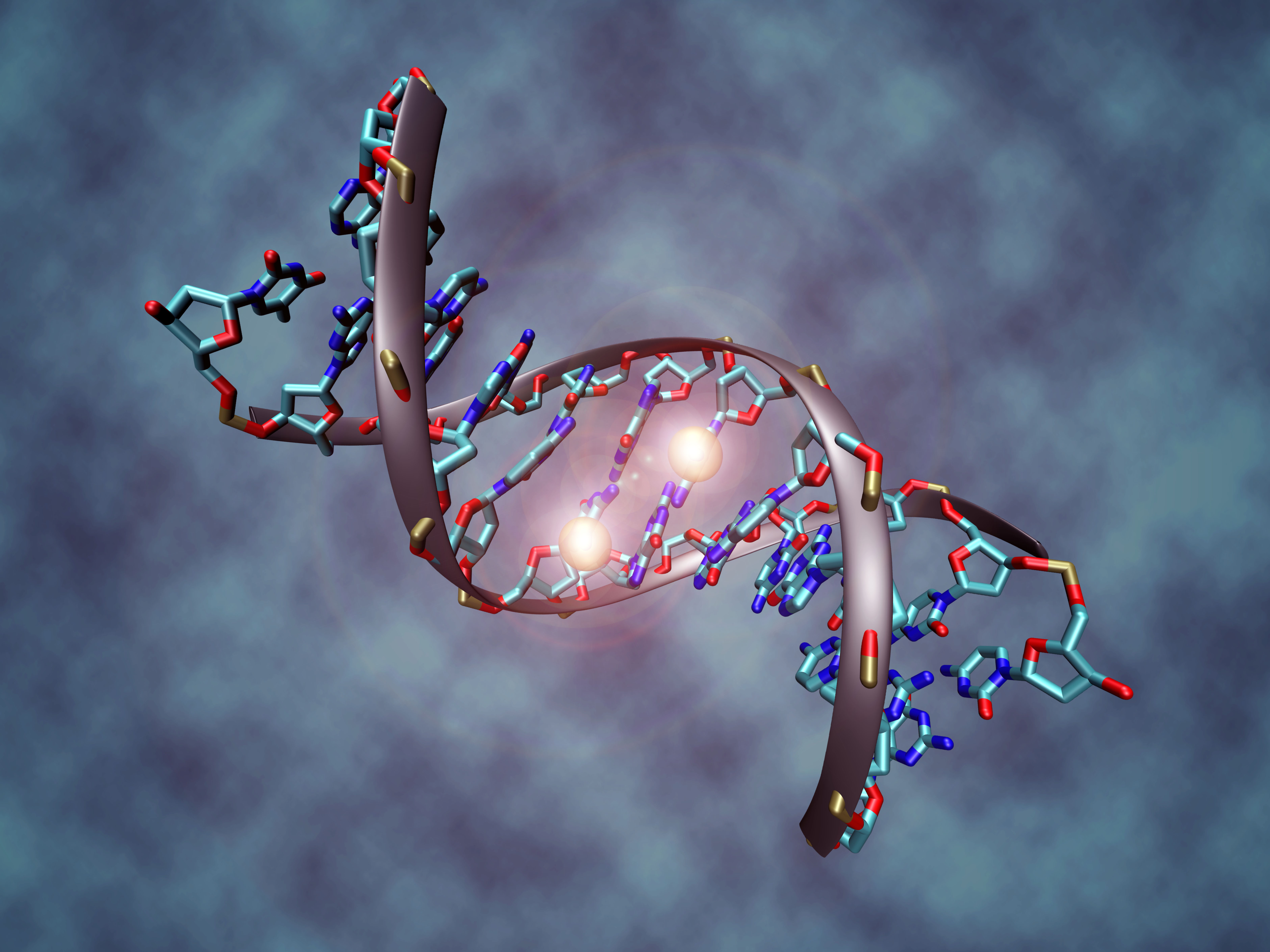
Illustration av en DNA-molekyl med två metylerade cytosiner. DNA-metylering spelar en viktig roll vid epigenetisk reglering.

DNA-metylering är en typ av kemisk modifiering av DNA som innebär att en metylgrupp adderas till en eller flera nukleotider i DNA-molekylen genom metylering. Modifieringen kvarstår på de ursprungliga DNA-strängarna efter replikationen, men de komplementära strängar som syntetiseras under processen blir ometylerade. DNA-metylering är även en del av den epigenetiska koden och den är delaktig i hur gener regleras, främst om gener är påslagna eller avslagna.Graden av metylering i genomet kan till viss del vara ärftligt och spelar en stor roll vid utvecklingen av de flesta typer av cancer på grund av dess förmåga att orsaka mutationer..

## Varianter

5-metylcytosin

N^{6}-metyladenin

Reaktionerna då DNA metyleras katalyseras av metyltransferaser (enzymgrupp). Den kemiska modifieringen sker naturligt på tre olika vis, varav två innebär att kvävebasen cytosin metyleras, antingen på 5'-positionen som ingår i den ringformade strukturen så att 5-metylcytosin bildas, eller på den exocykliska amingruppen vilket leder till N4-metylcytosin som slutprodukt. Den tredje typen av DNA-metylering sker då adenin metyleras till N6-metyladenin. De två sistnämnda produkterna finns endast hos prokaryoter medan 5-metylcytosin även går att hitta hos många andra organismer.

N^{4}metylcytosin

### Mutationer
Metylering både på kvävebaserna och deoxiribosresterna i DNA-molekylen kan även orsakas av vissa cancerogena ämnen. Under denna typ av metylering kan metylerade kvävebaser och deoxiribosrester som normalt inte förekommer i genomet bildas. Detta kan i sin tur leda till att kvävebassekvensen avläses felaktigt under replikationen, med en felaktig basparning som följd. Mutationer kan också uppstå då 5-metylcytosin omvandlas till tymin. Konsekvenser blir att det ursprungliga C:G-paret omvandlas till ett T:A-par i den ena DNA-strängen när kromosomen replikeras. Då det finns ett starkt samband mellan antalet mutationer och förekomsten av cancer kan en hög grad av metylering öka risken för sjukdomen.
Hos däggdjur sker metylering av cytosin mestadels i CG-sekvenser. Sekvensen är förhållandevis ovanlig, troligen på grund av  att omvandlingar från C:G-par till T:A-par successivt minskat antalet av den nämnda sekvensen.

## Tillämpningar

### Mismatch repair
En del bakterier - däribland den vanligt förekommande Escherichia coli - utnyttjar DNA-metylering som en metod att minska antalet felaktiga basparningar under replikationen. I dessa bakterier styrs sammansättningen av de nya DNA-strängarna under replikationen av enzymet DNA-polymeras III. Ungefär en av 105 basparningar utförs felaktigt, men enzymet åtgärdar själv cirka en hundradel av dessa. Felfrekvensen för DNA-polymeras III blir alltså därmed 10-7. För att reparera dessa fel krävs att cellens reparationssystem kan skilja på den korrekta och den felaktiga DNA-strängen. Detta sker genom mismatch repair - en metod som till stor del bygger på DNA-metylering.
För att kunna utnyttja denna teknik är bakterierna utrustade med adeninmetylas - ett enzym som metylerar adeninresten i den frekvent förekommande DNA-sekvensen 5'...GATC...3'. Modifieringen kvarstår under hela cellcykeln, vilket gör DNA-molekylen tillfälligt hemimetylerad (till hälften metylerad) då det tar ett par minuter innan den nysyntetiserade DNA-strängen är metylerad till samma grad som mall-strängen. Proteinkomplexet MutHLS kan på så sätt skilja på de två DNA-strängarna och fäster vid den felaktiga basparningen samt en närliggande GATC-sekvens. Den muterade strängen markeras genom att komplexet klipper ett jack precis efter GATC-sekvensen och ersätts sedan med ny, korrekt sträng av andra reparationsprotein.

### Epigenetik
Celler i många organismer - däribland samtliga eukaryoter - använder DNA-metylering som en form av genreglering för att påverka hur gener uttrycks och tros vara den epigenetiska mekanism med störst inverkan. Som nämnts tidigare sker metyleringen av DNA vanligen på kvävebasen cytosins 5'-position på båda strängarna i CG-dubbletter. Hos eukaryota organismer är ungefär fem procent av genomet metylerat, men siffran kan variera mellan två och sju procent i olika vävnader. Bevisen för att DNA-metylering påverkar uttrycket av gener grundar sig på att det finns ett starkt omvänt samband mellan graden av metylering och graden av genuttryck - det vill säga ju mer DNA-sekvensen för en specifik gen är metylerad desto mindre uttrycker den sig, och vice versa. Ett exempel på detta är de två x-kromosomerna hos honliga däggdjur, av vilka en är mycket inaktiv och har en högre grad av metylering än den andra. Inom den inaktiva x-kromosomen finns det dock mer aktiva sektioner, som också har en lägre grad av metylering än övriga delar. Utöver dess förmåga att förhindra transkription av gener tros 5-metylcytosin vara en betydande faktor i celldifferentieringen under den embryonala utvecklingen hos däggdjur. Denna förändring är normalt permanent och enkelriktad, vilket hindrar cellen att återgå till stamcellsstadiet eller omdifferentiera till en annan celltyp.